# スティーヴン・ザーンキルトン
スティーヴン・ザーンキルトン（Steven Zirnkilton）は、アメリカのナレーター、声優。犯罪ドラマシリーズロー&オーダーのオープニングのナレーションで知られる。

## 出演作品

### テレビドラマ
- ロー&オーダー（OPナレーター）
  - LAW & ORDER:性犯罪特捜班（OPナレーター）
  - LAW & ORDER:犯罪心理捜査班（OPナレーター）
  - LAW & ORDER:陪審評決（OPナレーター）

### テレビアニメ
1997年
- Duckman: Private Dick/Family Man（OPナレーター）

2005年
- ファミリー・ガイ（本人役）

### 劇場アニメ
1998年
- ラグラッツ・ムービー（レポーター）

### その他
2000年
- Arrest & Trial（ナレーター）